# Козя
Козя — река в России, протекает по Свердловской области. Устье реки находится в 83 км по правому берегу реки Серги, на Верхнесергинском водохранилище, у посёлка Верхние Серги. Длина реки составляет 18 километров.

## Данные водного реестра
По данным государственного водного реестра России, Козя относится к Камскому бассейновому округу, водохозяйственный участок реки — Уфа от Нязепетровского гидроузла до Павловского гидроузла, без реки Ай, речной подбассейн Белой, речной бассейн Камы.
Код объекта в государственном водном реестре — 10010201112111100020643.